# Gladij
Gladij (latinska izgovorjava: [ˈɡɫadiʊs]) je latinsko ime za vrsto meča, ki so ga uporabljali rimski legionarji med 3. stoletjem pr. n. št. in 3. stoletjem n. št. Latinska beseda tudi v splošnem pomeni 'meč'.
Zgodnji rimski meči so bili podobni starogrškim, imenovani 'ksiphe' (mn., ed.: ksiphos). V 3. stoletju pr. n. št. so Rimljani prevzeli meč, ki je temeljil na meču Keltiberijcev, ki so bili plačanci Kartagine med punskimi vojnami, tovrsten meč pa je bil med Rimljani znan kot 'gladius hispaniensis', kar pomeni 'hispanski meč'. Rimljani so orožje izboljšali, ga spremenili glede na njihovo bojno taktiko in sčasoma ustvarili nove vrste gladijev, kot sta mainški gladij in pompejski gladij. V tretjem stoletju našega štetja je težka pehota zamenjala gladij s spato, ki je bila že prej razširjena med rimsko konjenico, s čimer je gladij postal orožje lahke pehote.
Popolnoma opremljen rimski legionar po konzulatu Gaja Marija je bil oborožen z mečem, ščitom (scutum), enim ali dvema kopjema (pila), pogosto pa tudi s bodalom (pugio) in v poznejšem imperiju morda tudi s puščicami (plumbatae). Vojaki so običajno metali kopja, da so uničili sovražnikove ščite in razbili sovražnikove formacije, v bližnjem boju pa so uporabljali meč in svoj ščit.